# Задорожний Федір Михайлович
Федір Михайлович Задорожний (нар. 16 листопада 2006, Донецьк, Україна) — український футболіст, центральний нападник київського «Динамо», який виступає в оренді за луганську «Зорю».

## Життєпис
Народився в Донецьку, але футбольний шлях розпочав в академії київського «Динамо», у футболці якого в сезоні 2019/20 років дебютував в ДЮФЛУ. Наприкінці серпня 2022 року відправився в оренду до «Зорі», у футболці якої виступав до завершення сезону в юнацькому чемпіонаті України. На початку липня 2023 року повернувся в «Динамо», де продовжив свої виступив в юнацькій (U-19) команді клубу.
12 березня 2024 року знову відправився в оренду до «Зорі», де спочатку знову виступав за юнацьку (U-19) команду. Вперше до заявки головної команди луганчан потрапив 5 травня 2024 року на нічийний (1:1) виїзний поєдинок 27-го туру Прем'єр-ліги України проти житомирського «Полісся», але просидів усі 90 хвилин на лаві запасних. На професійному рівні дебютував за «Зорю» 2 грудня 2024 року в переможному (2:1) домашньому поєдинку 15-го туру Прем'єр-ліги України проти львівських «Карпат». Федір вийшов на поле на 82-й хвилині замість Ігора Горбача. Наприкінці грудня 2024 року стало відомо, що Федір достроково повернеться в «Динамо», щоб пройти тренувальний збір з юнацькою (U-19) командою киян.